# 科姆拉特
科姆拉特（加告兹语：Komrat）是摩爾多瓦南部的城市，為該國加告茲自治區的首府。2004年人口23429，大部分居民是加告茲人。
科姆拉特位於摩爾多瓦的釀酒區南部，有約10間釀酒工廠，盛產麝香葡萄和红酒。
1905年1月6日—12日，在这里建立了科姆拉特共和国。